# Berdeniella boreonica
Berdeniella boreonica är en tvåvingeart som beskrevs av Vaillant 1976. Berdeniella boreonica ingår i släktet Berdeniella och familjen fjärilsmyggor. Inga underarter finns listade i Catalogue of Life.